# Mariä Himmelfahrt (Seebarn)

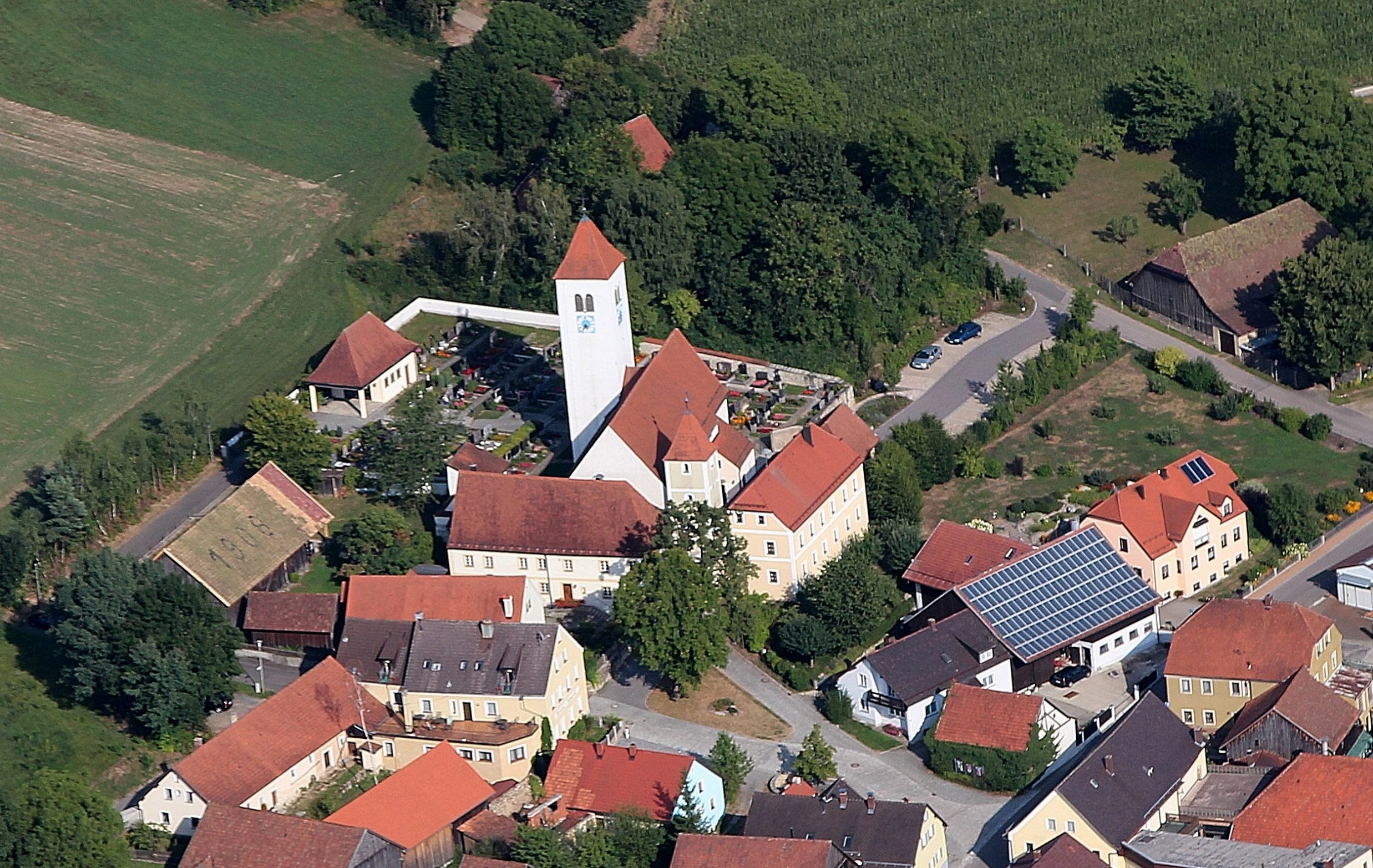
Kirche Mariä Himmelfahrt (2013)

Die Kirche Mariä Himmelfahrt in Seebarn ist eine römisch-katholische Pfarrkirche im Landkreis Schwandorf in Bayern.
Sie ist eine der drei Pfarrkirchen der Pfarreiengemeinschaft Neukirchen-Balbini–Seebarn–Penting im Dekanat Neunburg-Oberviechtach des Bistums Regensburg. Die Anlage ist unter der Aktennummer D-3-76-147-175 als Baudenkmal verzeichnet. Ferner werden „archäologische Befunde des Mittelalters und der frühen Neuzeit im Bereich der Katholischen Pfarrkirche Mariä Himmelfahrt in Seebarn, darunter die Spuren von Vorgängerbauten bzw. älterer Bauphasen der Kirche sowie abgegangener Teile der Kirchenbefestigung“  als Bodendenkmal unter der Aktennummer D-3-6640-0111 geführt.

## Geschichte
Bereits 1280 wird eine Kirche in Seebarn erwähnt.
Die heutige Kirche wurde um 1300 erbaut und im 15. Jahrhundert erweitert.
Sie wurde auch als Wehranlage genutzt.
Von 1545 bis 1625 war sie protestantisch.
1908 wurde die Kirche nach hinten durch Heinrich Hauberrisser verlängert, 1964 restauriert.

## Bauwerk
Die gotische Kirche von Seebarn aus der Zeit um 1300 hat einen fest ummauerten Kirchenraum und zwei Türme.
Einer der Türme ist romanisch.
Der Chor hat ein Kreuzrippengewölbe aus Sandstein.

## Ausstattung

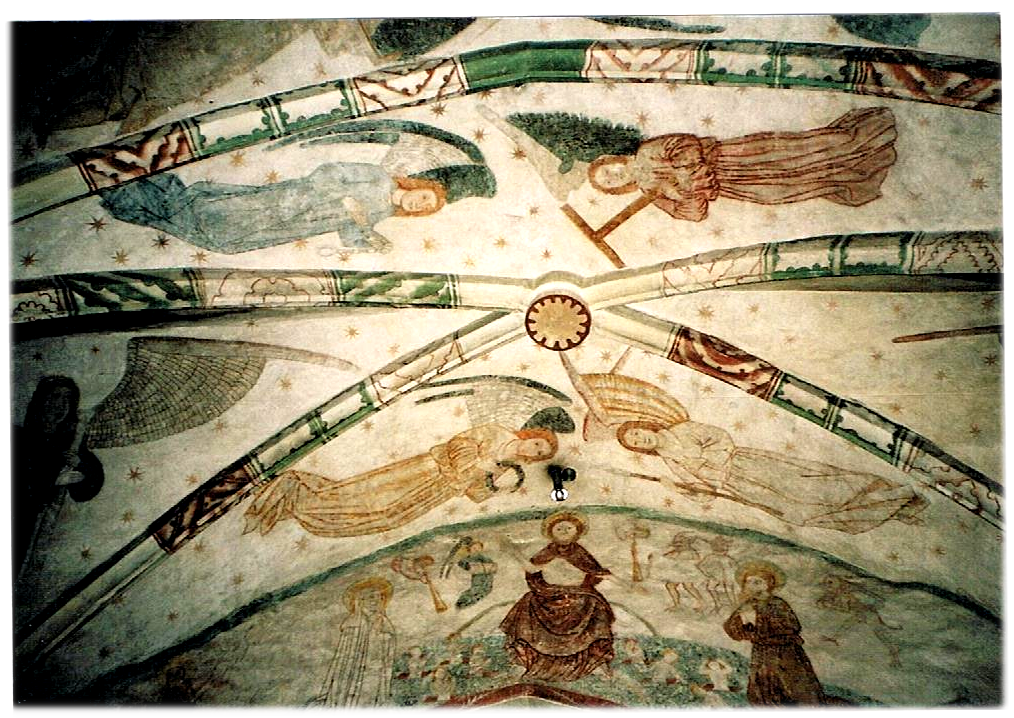
Innenansicht

Ein gotischer Choraltar und gotische Wandmalereien schmücken das Innere der Kirche. Der nördliche Seitenaltar, Maria auf dem Monde stehend, stammt aus dem 15. Jahrhundert. Ein lebensgroßes spätgotisches Holzkruzifix befindet sich an der Nordwand. Akanthusschnitzwerk, um 1700, ziert die Wangen der Kirchenstühle. Grabtafeln, Brustbilder der Apostel und Votivbilder sind erhalten.

## Orgel
Nach 1700 baute Johann Conrad Vogel eine Orgel. 1896 baute Willibald Siemann als Opus 50 ein einmanualiges Instrument mit sechs Registern. 
Das Instrument wurde um 1962 und 1994 umgebaut und erweitert.

## Friedhof
Die Friedhofsmauer stammt aus dem 12. Jahrhundert.
Ein spätgotischer Ölberg aus der Zeit um 1510 befindet sich in einer Nische auf dem Friedhof.